# 瓦伦廷·斯坦切夫
瓦伦廷·斯坦切夫（Valentine Stanchev，1968年10月25日—）是已退役的保加利亚职业足球运动员，司职前锋。他曾经效力于保加利亚国内的索非亚火车头、代尔纳等球队，1997年还曾经效力于中国甲A联赛上海申花。

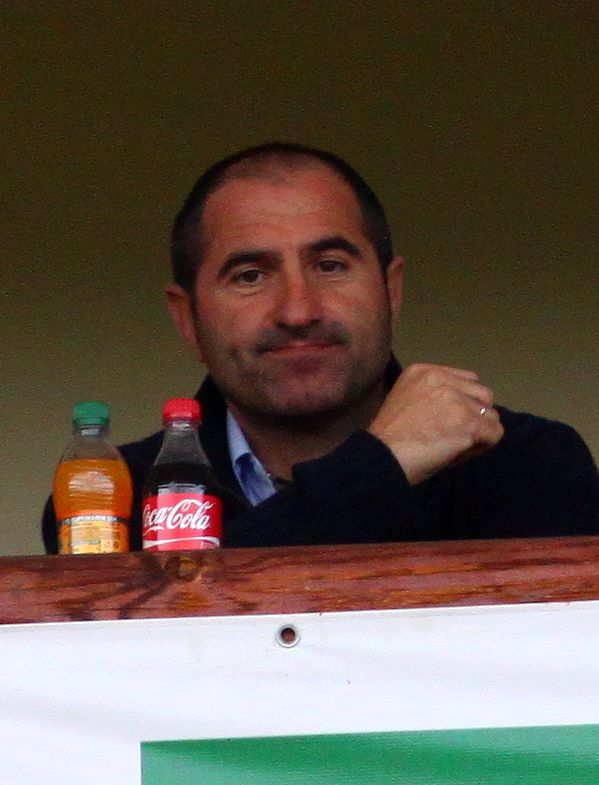